# Synagoga w Eisleben
Synagoga w Eisleben – synagoga znajdująca się w Eisleben, w Saksonii-Anhalt, przy Lutherstraße 25.
Synagoga została zbudowana w 1814 roku. Podczas nocy kryształowej z 9 na 10 listopada 1938 roku, bojówki hitlerowskie zdewastowały synagogę. Gruntownie wyremontowana i odrestaurowana w 2001 roku.